# 加藤明邦
加藤 明邦（かとう あきくに）は、近江水口藩の第7代藩主。水口藩加藤家11代。

## 生涯
文化5年（1808年）6月29日、第8代藩主・加藤明允の長男として江戸で生まれる。文化12年（1815年）9月27日、父の死去により家督を継いで第9代藩主となる。文政6年（1823年）10月1日、将軍徳川家斉に拝謁する。同年12月6日、従五位下佐渡守に叙任する。文政9年（1826年）7月26日に能登守に遷任した。藩政では百姓一揆や強訴が相次ぎ、その鎮圧に務めた。
文政7年4月2日、日光祭礼奉行を命じられる。天保2年（1831年）2月2日、大坂加番を命じられる。弘化元年（1844年）には江戸城本丸修理に2500両を献上している。弘化2年（1845年）2月5日、次男の明軌に家督を譲って隠居する。その後は文化人として陶器作りや能楽・俳句などを嗜んだという。
安政3年（1856年）11月2日に死去。享年49。

## 系譜
父母
- 加藤明允（父）
- 松平忠告の娘（母）

正室
- 泰 － 松平直寛の娘

側室
- 宮
- 岩
- 麻
- 志津
- 蔵
- 藤
- 糸
- 仲
- 千代
- 浪

子女
- 加藤明軌（次男）生母は宮（側室）
- 加藤光禄（五男）生母は蔵（側室）
- 加藤明世（六男）生母は千代（側室）
- 加藤明実（七男）生母は千代（側室）
- 稲葉正凝（十二男）稲葉正邦の養子、生母は千代（側室）
- 冷泉為行室、生母は岩（側室）
- 稲田植乗室、生母は生母は志津（側室）